# Петрово (Владимирская область)
Петрово — деревня в Судогодском районе Владимирской области, входит в состав Головинского сельского поселения.

## География
Деревня расположена в 11 км на восток от центра поселения посёлка Головино и в 20 км на запад от райцентра города Судогда. 

## История
Деревня впервые упоминается в писцовых книгах монастырских и церковных земель Владимирского уезда 1637-1647 годов в составе Александровского прихода, в ней числилось 7 дворов крестьянских . 
В конце XIX — начале XX века деревня входила в состав Авдотьинской волости Судогодского уезда, с 1926 года — в составе Александровской волости Владимирского уезда. В 1859 году в деревне числилось 13 дворов, в 1905 году — 17 дворов, в 1926 году — 15 хозяйств.
С 1929 года деревня входила с состав Сойменского сельсовета Судогодского района, с 2005 года — в составе Головинского сельского поселения.

## Население
| 1859 | 1905 | 1926 |
| ---- | ---- | ---- |
| 65   | 69   | 63   |

| 1859 | 1905 | 1926 | 2002 | 2010 | 2021 |
| ---- | ---- | ---- | ---- | ---- | ---- |
| 65   | ↗69  | ↘63  | ↘2   | ↘0   | ↗4   |